# 플레이스테이션 4
플레이스테이션 4(영어: PlayStation 4, PS4)는 2013년에 출시된 가정용 게임기이다. 2013년 2월 20일(동부 표준시)에 뉴욕에서 이루어진 이벤트 '플레이스테이션 미팅 2013'(PlayStation Meeting 2013)에서 소니가 발표하였고 11월 15일, 북미에서 처음 출시되어 출시 24시간만에 100만대 이상 판매하는 기록을 세웠다. 2014년 3월 2일 누적 판매량 600만대 이상을 넘었다.

## 개요
이 제품은 플레이스테이션 3의 후속으로, 제8세대에 속하는 가정용 게임기이다. 이전 세대 제품인 PS3가 성능 향상에 주안을 두어 소프트웨어 개발이 어려워졌던 것과 달리, 이 제품은 게임 개발자가 소프트웨어 개발 능력을 최대한 살릴 수 있도록 초점을 맞추어 개발되었다. 주 프로세서에는 PS2의 이모션 엔진, PS3의 셀 브로드밴드 엔진(Cell Broadband Engine) 등, 새롭게 개발한 CPU를 장착했던 것과 달리 본 제품에서는 이미 만들어진 CPU의 커스텀 버전을 사용하였다. 여기에 도입된 아키텍처에는 특히 PC에 일반적으로 쓰이는 x86-64가 장착되었으므로 개발자에게 친화성이 높아 쉽게 개발할 수 있다.
주변기기들 중 헤드셋은 모든 PS4에 표준으로 제공된다. 또한 본 제품은 새롭게 플레이 화면을 다른 사람에게 공개하거나, 친구 간에 게임 플레이를 중계할 수 있는「SHARE」기능을 포함하고 있다.
현재 시점에서 본 제품의 PS1~PS3 호환성은 없으나, 대신 클라우드 게이밍을 통해 실현된다.
가격은 399 달러(미국), 399유로, 349파운드로 일렉트로닉 엔터테인먼트 엑스포에서 발표되었다. 한국 가격은 11월 6일 498,000원으로 발표되었으며 일본은 2월 22일 출시 하였다. 컨트롤러의 디자인은 먼저 공개되었으나 본체는 6월 11일 미국 로스엔젤레스에서 개최된 프레스 컨퍼런스에서 평행사변형의 PS4 본체를 정식으로 발표했다. 대한민국에서는 2013년 12월 17일 발매되었다. 2014년 1월 14일 필리핀에서 출시되었다.
 발매 2달 만에 420만대의 판매량을 세웠다. 2014년 3월 2일 누적 판매량 600만대 이상을 넘었다.

## 연혁
2008년
- SCE에서 플레이스테이션 4 개발 프로젝트 개시[10].

2013년
- 2월 20일（동부표준시） - 18시부터 뉴욕에서 개최된 이벤트 「플레이스테이션 미팅 2013」에서 플레이스테이션 4의 발매와 사양 등이 밝혀졌다.
- 3월 27일（태평양 표준시） - GDC에서 SCEA가 11：00부터 「Overview of PS4 for Developers」라는 프레젠테이션이 이루어져 개발자와 설계측에서 본 플레이스테이션 4의 기술적인 해설이 이루어졌다[11].
- 6월 10일（태평양 표준시） - 일렉트로닉 엔터테인먼트 엑스포에서 SCE가 18：00부터 프레스 컨퍼런스를 개최했다[12]. 본체 디자인과 해외 판매 가격, 중고 소프트에 완전 대응 등이 밝혀졌다.
- 11월 15일(현지시각) - 북미에서 플레이스테이션 4 첫 출시
- 12월 17일(현지시각) - 대한민국에서 플레이스테이션 4 출시

2014年
*2월 22일(현지시각) - 일본에서 가장 마지막으로 플레이스테이션 4 출시

## 사양
이 단락에 기재되는 본 제품의 사양은 모두 시간이 지남에 따라서 사양이 새롭게 밝혀지고 있으므로, 추후 보도 자료 발표 시점의 내용과는 달리질 가능성이 있다.

### 주 프로세서
주 프로세서는 AMD사의 제품을 PS4 전용으로 커스터마이즈되어 APU(CPU와 GPU를 통합한 단일 칩의 프로세서)를 장착했고, CPU에는 64비트의 커스텀 「Jaguar」를 2기(합계 8개의 코어), GPU에는 1.84TFLOPS의 단정밀도, 부동소수점 연산 성능을 가진 라데온의 커스텀 제품이 장착되었다.
이 APU는 AMD이 개발 중인 GPGPU 지원 기술 HSA(Heterogeneous System Architecture)에 대응하고 있으며, CPU와 GPU를 통일된 주소 공간이 제공되어 각각 상호 메모리 사용 영역에 직접 간섭할 수 있게 되어있다.
Supercharged PC 아키텍처 컨셉에 있어서 Supercharged. 즉, PC 사양을 넘는 독자 강화 부분에 대해서, 플레이스테이션 4의 설계자인 마크 서니(Mark Cerny)가 대표적인 4개를 추려 언급했다.
- CPU와 GPU 사이에 고속 데이터를 전송 가능한 기구.
- GPU 내의 캐시・메모리에서 받아 갱신해 되돌리는 횟수를 줄이는 기구.
- 연산과 그래픽스 묘사의 처리에 관해, 다계층으로 우선 순위를 매겨 조정하는 기구.
- GPU의 사전처리를 CPU에 맡기는 기능.

이상 대표적인 4가지가 있다.

#### CPU
CPU는 소비전력을 큰 폭으로 낮춤과 동시에 발열도 낮춘 2기의 4 코어「Jaguar」를 장착하였으며, 이 2 기 각각은 2MB의 L2캐시를 가진 4개의 코어로 공유한다. 각 코어는 생명 캐시 32KB와 더불어 데이터 캐시 32KB의 L1캐시를 가지고 있어, 총 512KB가 된다. APU의 전반적인 처리 능력은 2 TFLOPS이며, CPU 코어는 1.8GHz로 동작하는 것으로 보인다.
Jaguar는 이전 세대 제품인 밥캣(Bobcat)에서 성능이 향상되었는데, 특히 SIMD 부동소수점 연산(부동소수점의 벡터 연산) 장치의 경우 이전까지의 64비트에서 128비트로 성능이 증가되었다. 게임기 측면에서 특히 부동소수점의 연산성능이 중요하므로, 이러한 점에서는 성능이 큰 폭으로 향상된 것으로 보인다. 칩의 제조 프로세스는 28나노미터로 보이며, 현재 Jaguar의 제조에서 유일하게 28 nm 프로세서에 대해 어느 정도 제조능력이 있는 것으로 간주되는 타이완의 TSMC가 담당하게 될 것이라고 추측된다.
28nm의 퍼포먼스 CPU 코어 스트림롤러(Steamroller)에는 없는 저전력 설계의 Jaguar를 장착한 이유는 스트림롤러 CPU가 PS4의 발매일에 맞추지 못할 가능성이 크기 때문으로 보인다. 그럼에도 불구하고 Jaguar를 장착함으로써 전력효율이 높아졌으며, 코어 수를 쉽게 증가할 수 있게 되어 잠재적으로는 프로세서의 미세화도 쉽게 가능하게 되었으며, 또한 각각의 코어 성능을 인지하기 쉬우므로 개발도 쉬워질 것으로 예상된다.
Jaguar는 AMD가 개발 중인 GPGPU 지원 기술에 대응하고 있어, CPU와 GPU에 통일된 주소 공간이 제공되어. 각각이 상호 메모리 사용 영역에 직접 간섭할 수 있게 되었다.

#### GPU
GPU의 코어는 GCN(Graphics Core Next) 계열의 아키텍처이며, 장착된 18개의 연산 장치들은 각각 16차선의 SIMD 연산 장치를 4개 가지고 있다. 동작 클럭 속도는 800MHz이며, 합계 1,152개의 단일 곱셈-누산기를 가지고 있어서 단정밀도 부동소수점의 연산 성능은 1.84 테라플롭스에 이른다. PS3의 RSX는 DirectX 9세대의 확장 아키텍처를 포함하고 지만, 본 제품은 2세대에서 더 진화한 DirectX 11세대를 포함했다. 그래픽 파이프라인에는 프리미티브(primitive)의 증감・출현・소실 등, GPU가 단체로 실행되게 되는 지오메트리 셰이더, 프리미티브의 분할・증감・변이를 프로그래머블하게 이루어지게 하는 테셀레이션 스테이지가 추가됨으로써, 명령어 집합이나 기능도 많이 추가되었다. RSX의 기반이 되는 G70까지는 분리된 픽셀 셰이더와 버텍스 셰이더가 통합되어 통합 셰이더를 구성하고 있다.
GPU는 AMD의 기본 설계를 SCE(소니 컴퓨터 엔터테인먼트)가 다수 커스터마이즈했다. 밑에 나오는 GPGPU와 순수한 그래픽 처리가 혼재 가능한 GPU 제어와, 그것과 합쳐 GPGPU용의 태스크 제어 기능의 확충 등이 이루어졌다. 제공되는 API는 PS3나 PS Vita를 대상으로 제공되고 있는 것과 같은 형태이며 추상화 계층이 없는 낮은 레벨의 것이다. 그 이유는 보다 성능을 추구하기 때문이며, OpenGL 등에 익숙해진 개발자를 위해 별도 오버헤드(어떤 처리를 하는데 있어 추가로 필요하게 되어버린 비용이나 처리시간)가 필요 없는 래퍼(wrapper) API와 그 소스 코드도 제공된다.

#### GPGPU
본 제품에는 GPU로 그래픽 처리 이외의 범용 연산 처리를 실행하는 GPGPU가 특히 중시된다. GPU는 그 특성에서부터 단순한 연산 반복에 특화되어 있어, 부동소수점 연산에 있어서 본 제품의 GPU는 CPU에 대해 11.5배의 고속 처리를 실행할 수 있어(FLOPS비교), 물리 연산 등을 맡기면 높은 성능을 발휘할 수 있다. PS3의 셀에 장착된 SPU(Synergistic Processor Element) 코어도 SIMD 부동소수점 연산에 특화되어 있었지만, 본 제품에서는 이것을 GPGPU를 활용해 맡기고 있다는 점이 기대되고 있다.
GPGPU는 GPU로 그래픽 처리와 범용연산, 이 양쪽을 실행하는 것이지만, 그래픽 묘화 처리를 실행하는 도중에 적절히 남은 성능을 범용연산에 분산시키는 것은 어렵고, 때문에 범용연산을 위해서는 그래픽처리를 억눌러 성능의 여분을 남겨야만 한다는 점, 여기에 더해서 특히 엔비디아의 GPU에서는 그래픽처리와 범용연산에서 내부 메모리의 취급 방식이 다르기 때문에, 그때마다 모드를 변환해줄 필요가 있어 쌍방을 동시에 실행시키지 못했던 문제점이 있었다. 여기에서 본 제품은 PS3에서 활용했던 SPURS(SPU Runtime System 놀고 있는 SPU 등의 리소스를 가상(仮想)화해서 자율적으로 연산처리를 실행시키는 구조)를 참고해 그래픽처리와 범용연산을 효율적으로 동시에 실행되도록 커스터마이즈 되었다. 그 예로 GPU 코어에서 L1/L2 캐시를 우회(By-pass))해 10GB/s의 대역폭으로 직접 메엔 메모리를 읽어들일 수 있는 점, L2 캐시에 새로운 태그가 설치되어 메인 메모리에 직접 작성되는 데이터를 구별 가능하도록 되어있다는 점으로, 결과적으로 GPU의 캐시 메모리를 모두 그래픽 처리용으로 효율적으로 할당하는 것이 가능해졌다는 점 등을 들 수 있다. 이에 따라 GPGPU를 CPU와 같은 감각으로 용이하게 사용 가능하게 되어있다.
GPGPU를 지원하는 것으로는 앞에 서술한 HAS 등이 있지만 이러한 아키텍처에 기초한 통일적인 언어를 이용하는 경우, 개발이 쉬워지는 반면에 처리효율을 높이는 것이 어려워지기에 SCE는 우선 독자적인 최적화 기술을 이용해서 독자적인 셰이더를 제공하려 하고 있다. 또한 이어서 보다 깊은 레벨의 하드웨어 접근, 중간 단계로써의 OpenGL과 DirectX 등의 범용언어 대응과 더불어 완전 하드웨어 접근도 제공해가는 동시에 장기적으로는 개발에 용이하도록 CPU와 GPU로 같은 언어를 사용하도록 하는 것을 목표로 하고 있다.

### 메인 메모리
메인메모리는 그래픽 카드용의 VRAM 등에 사용되고 있는 광대역의 GDDR5 8GB를 장착했다. 대역폭은 176GB/s(기가바이트 퍼 세컨드)이며, PS3에 장착되었던 XDR DRAM의 25.6GB/s과 비교해 약 7배의 전송속도를 자랑한다. SCE(소니 컴퓨터 엔터테인먼트)는 범용 DDR3가 192bit 인터페이스로 겨우 40GB/s에 도달하는 것과 비교하며 PS4의 대역폭을 강조하고 있다. PC용 GPU 중 중저급 그래픽 카드인 라데온 HD7850(VRAM의 대역폭(BandWidth) 153.6GB/s)과 비교해도 빠른 편에 속한다.
PS3에서는 시스템용・그래픽용으로 각각 다른 메모리(XDR DRAM과 GDDR3 각각256MB)가 장착되었으나, 본 제품에서는 CPU와 GPU가 통합된 APU 직접 결합 상태가 되기에 용도별로 메모리 접속 버스를 나눌 필요가 없으며 공유할 수 있게 되었다. 또한 HAS로 메모리 맵이 통일되었기에 GPU에 처리를 넘겨주기 위해 데이터를 매번 VRAM에 전송할 필요가 없어짐에 따라 병목 현상이 해소되었다.
메모리에는 16개의 4Gbit 칩을 장착해 대역폭에서부터 256bit 인터페이스, 5.5GT/s의 전송량을 가질 것으로 보인다.

### 보조 프로세서
본 제품의 특징 중 「SHARE」기능을 실현하기 위해 백그라운드에서 업로드와 다운로드 처리를 맡은 2차 프로세서가 존재하며, 이른바 사우스브리지에 해당하는 칩에 CPU가 부착되어 있는 형태다. 보조기억장치 접근과 다운로드 프로세서는 모두 이 칩이 담당하고 있어, 항상 전원이 공급되어 본체의 전원을 끈 상태에서도 상시 다운로드를 계속한다. 이 칩은 메인 CPU와 비교해 전력을 적게 먹으며, 커다란 전력을 소비하는 메인 CPU를 단지 다운로드하기 위해서 대기상태로 계속 동작(본체 전원을 켠 상태)시켜야할 필요가 없어졌다.
이 칩은 게임의 서스펜드(Suspend, 메모리 이외의 전원 공급을 가능한한 억제해 대기상태로 만드는 것으로, 맥 OS나 윈도우 비스타 이후 윈도의 대기 모드, 리눅스에서는 서스펜드로 불림)나 리줌(Resume, 서스펜드에서 평상시 모드로 복귀)에도 이용되며, 또한 시스템이 완전히 기동하고 있을 때에는 네트워크의 트래픽 제어를 도와주는 기능도 포함하고 있다.

#### 인코더・디코더
2차 프로세서에는 동영상의 공유 등에 사용하기 위한 하드웨어 인코더・디코더도 포함되어 있다. 동영상 인코딩・디코딩 외에도 게임 속 음성을 재생하기 위한 압축 음원 디코딩, 음성 대화 등에도 사용할 수 있다. 이 기능을 이용하여 실시간으로 게임 화면을 녹화하거나 재생을 실시간으로 중계할 때에 인코딩・디코딩에서도 CPU, 메인메모리, 대역을 일제히 사용하지 않아도 된다고 한다.
이 비디오 압축용 하드웨어를 사용하여 플레이스테이션 비타 (PS Vita)를 통한 리모트 플레이를 대부분 오버헤드 없이 실행할 수 있다.

### 보조 기억 장치
로컬 기억 장치로서 PS4의 모든 모델에 하드 디스크를 장착하며 초기 모델은 500기가바이트이다.
내장 하드 디스크는 PS3와 같이 교환 가능하다고 WWS 대표 요시다 슈우헤이(吉田修平)가 말했다.
USB3.0 단자에 의한 외부 증설에 대해선 미발표.
USB3.0 단자는 존재하지 않는다.

### 운영 체제
OS는 FreeBSD 베이스이며,、PS Vita와 같이 멀티 태스크에 대응.
게임을 다운로드하는 도중에 그 게임을 실행할 수 있는 인스턴트 플레이 기능이 있으며, 그 기능을 SCE에서는 PlayGo라고 부르고 있다.
게임 소프트 재생에 있어서, 지역 제한이 없는 지역 코드 프리이다.

### 세컨드 스크린
휴대용 게임기 PS Vita, 아이폰, 아이패드, 혹은 안드로이드를 구동 중인 스마트폰이나 태블릿 컴퓨터에 전용 소프트웨어를 설치하는 것으로 네트워크를 통한 각각의 기기가 PS4와 연결되어 제 2의 화면으로 사용할 수 있다.
게임 플레이 중에 TV 화면에는 들어가지 않는 정보를 손안의 휴대 기기 등으로 표시하거나, 친구가 플레이 중인 본체의 화면을 감상하는 등의 사용법이 있다. 특히 PS Vita는 시스템 수준의 연대를 고려하고 있다.

### 리모트 플레이
본 제품에는 PS3에 이어 PS Vita의 화면에 본체의 영상을 전송하거나 본체를 제어할 수 있는 리모트 플레이 기능을 포함하고 있다. LAN 상이 아니라도, 외출시에 본 제품을 원격으로 조작하는 것도 가능하다. 이 경우 대응 단말기는 PS Vita만 가능하다.
PS3에는 리모트 플레이 용으로 전송하는 영상을 CPU에서 변환해야만 했고 개별 게임 소프트웨어마다 리모트 플레이를 구현하기 위해 신경써서 개발해야 하는 등의 어려움이 있었으나, 본 제품에서는 이 처리를 시스템 측에서 담당하기 때문에, 조작 버튼 배치가 서로 다른 기기의 경우 등 몇 가지만 고려하면 리모트 플레이를 구현할 수 있게 되었다. 또한 PS3에서는 본체의 리모트 플레이와 본체의 영상출력을 동시에 실행할 수 없었으나, 본 제품에서는 같은 화면을 동시에 출력하는 미러링도 가능하며, 또한 각각에 개별 화면을 출력하는 것도 가능하게 되었다.
소프트웨어 중에 카메라 대응 등의 물리적인 이유로 제한이 있는 것들을 제외한 대부분의 PS4 전용 소프트웨어를 리모트 플레이로 즐길 수 있다.
리모트 플레이로 전환하는 방법은 PS3 때처럼 일일이 사전에 리모트 플레이 모드로 변환해 놓아야 했던 것과는 달리 언제든지 변환이 가능하게 되었다.
PS Vita 쪽에는 존재하지 않는 L2/L3/R2/R3 버튼 대신 PS Vita의 앞면과 뒷면의 터치 패널로 대체하는 등 커스터마이즈가 가능해지도록 PS Vita의 클라이언트를 개발하고 있다.

### 오디오・비주얼 기능
본 제품은 블루레이 디스크 비디오 재생, DVD 비디오 재생, 나스네(소니가 2012년 8월 30일 발표한 하드 디스크 레코더 기능을 포함한 네트워크 보조기억장치)에 대응 한다. 이 밖에도 이전처럼 영상전달 서비스도 제공한다. 그러나 수퍼 오디오 콤팩트 디스크는 읽지 못하며, 콤팩트 디스크(CD)는 읽어들일 수 있으나 음악은 재생하지 못한다.
또한, 개인이 소유한 2160p 해상도의 사진이나 영상을 화면에 출력할 수 있지만, 게임은 이 해상도로 구현되지 않는다.

### SHARE
본 제품에는 새롭게 「SHARE」기능을 포함하고 있다. 게임 내용이 항시 녹화되며, 컨트롤러에 새롭게 추가된 SHARE 버튼을 누름으로써 앉은 자리에서 몇 분 전의 영상이나 사진을 꺼내 페이스북 등에 공유할 수 있게 되었으며, 유스트림 등을 통해서 현재 진행 중인 게임을 중계하는 것도 가능하게 되었다. 영상이나 콘텐츠의 공유 기능은 본체의 기능으로 제공되기 때문에, 개발자가 소프트웨어마다 이를 위한 특별 코드를 넣을 필요가 없어졌다. 사용자에 의한 게임영상의 전달은 완전 무제한인 것은 아니며, 게임 측에서 스포일러가 짙은 신 등은 공개금지로 설정하는 것이 가능한 기능을 포함하고 있다.
친구들 간에 게임 플레이를 중계하거나 친구의 댓글도 실시간으로 주고받을 수 있다. 세컨드 스크린 기능으로 친구 측을 관전하는 것은 PS Vita와 그 외 스마트폰과도 호환된다. 또한 동영상을 보는 것만이 아니라 SHARE 버튼으로 시청자가 어떤 행동을 취하면 그 게임을 플레이하고 있는 사람에게 개입할 수 있는 기능도 마련되었다.
본 제품에서는 소셜 네트워크 서비스(SNS)와의 연동이 가능하다. 이를 통해 실명을 보다 더 적극적으로 이용할 수 있는데, 즉 SNS로부터 추가된 친구에게는 실명을 표시하는 것이 가능하다. 이 기능을 활성화하지 않은 상태라면 플레이스테이션 네트워크 상에서 실명이 공개되지 않으며, 또한 친구마다 실명 공개 허용, 거부를 선택하는 것도 가능하다. 이 기능은 쌍방간 인증을 요구한다.

### 호환성
지금까지 플레이스테이션 2, 3에서는 호환성을 가진 이전 세대 제품의 패키지 소프트웨어를 플레이할 수 있었으나, 본 제품에는 에뮬레이션을 사용한 직접적인 호환은 제공되지 않는다. 이전 세대기 PS3에 장착되었던 셀 프로세서 등의 아키텍처가 PS4와 구조가 달라 호환이 어렵기 때문에 이전 세대의 제품에서 발매된 패키지 소프트웨어가 그대로 구동되지 않는다. 그러나 2012년 7월 소니 컴퓨터 엔터테인먼트는 클라우드 게임 서비스를 제공하는 Gaikai(클라우드형 게임 서비스)를 인수하였다. 인수한 이 기술을 가지고 우선 PS3 타이틀을 PS4로 스트리밍해서 즐기는 서비스를 제공하며 그 후에는 장기적인 목표로서 모든 플레이스테이션 콘텐츠를 제공할 것이라고 발표했다. 또한 플레이스테이션 스토어에서 게임을 다운로드할 때에 다운로드가 완료되기 전에도 스트리밍으로 게임을 즐길 수 있게 하는 서비스 등도 같이 발표했다.

### 기타

#### 중고 소프트 취급
소니가 취득한 특허2011221966(전자 콘텐츠 처리 시스템, 전자 콘텐츠 처리방법, 전자 콘텐츠의 패키지와 이용허락장치)라는 특허에 의해 본 제품이 제품 활성화(activation, 정품인증)에 대응하게 되어서 중고 소프트웨어의 플레이는 불가능하게 되는 것이 아닐까하고 발표 전에 지적을 받았으나, SCE월드 와이드 스타지오의 요시다 슈우헤이(吉田修平)는 「『게임 디스크를 구매해 다른 사람이 가지고 있는 PS4로 돌릴 수 있느냐』라고 질문을 받자, 돌릴 수 있다.」라고 답했다.
그 말 그대로 중고 소프트를 제한 없이 실행 가능하고 게임 디스크 재생 중에 온라인 인증이 전혀 이루어지지 않음을 일렉트로닉 엔터테인먼트 엑스포에서 발표했다.
요시다 슈우헤이(吉田修平)는 '중고 소프트에 관해선 이전부터 PS3과 같은 방침이었다'고 말했으며, 따라서 '중고 정책을 정할 때도 망설임은 별로 없었으나, 사방에서 도대체 어떻게 되어가고 있는지를 많이들 궁금하게 생각해주셔서 농담 섞어 급하게 설명 영상을 만들었습니다'라고 말했다.
PS4의 중고 게임 설명 영상은 밑의 링크를 참조
- (영어) 공식 플레이스테이션 중고 게임 정책 설명 비디오 - 유튜브

### 본체 사양 일람
|                      |                                                                     | PlayStation 4 | Xbox One                                                                                    | Wii U                                                                                            |
| -------------------- | ------------------------------------------------------------------- | --- | ------------------------------------------------------------------------------------------- | ------------------------------------------------------------------------------------------------ |
| 메인 프로세서        | 메인 프로세서                                                       | AMD제 커스텀APU | APU                                                                                         | IBM PowerPC 750베이스 3코어“에스프레소”                                                          |
|                      | CPU                                                                 | AMD “Jaguar” 8코어 1.6 Ghz (x86-64 아키텍처)                                                                                           | 8코어 1.75 Ghz (x86-64 아키텍처)                                                            | IBM PowerPC 750베이스 3코어“에스프레소”                                                          |
| GPU                  | AMD Radeon GCN 커스텀 - 16 연산 유닛 = 합계 1,152 코어 - 1.84TFLOPS | AMD Radeon GCN 아키텍처 베이스 - 12 연산 유닛 = 합계 768 코어 - 1.23TFLOPS                                                             | AMD Radeon HD “라떼“ (RV770계）                                                             |                                                                                                  |
| 보조 프로세서        | 보조 프로세서                                                       | 저전력 커스텀CPU(사우스브리지와 동등한 처리도 담당)                                                                                    | -                                                                                           | -                                                                                                |
| 메인 메모리          | 메인 메모리                                                         | 8GB GDDR5(대역폭176GB/s), - 시스템・그래픽 둘다에 이용                                                                                 | 8GB DDR3+32MB ESRAM - 대역폭 68.3GB/s - 시스템・그래픽 둘다에 이용 - 5GB를 게임에 사용 가능 | 2GB DDR3 - 대역폭 12.8 GB/s - 1GB를 게임에 이용 가능                                             |
| 광학 디스크 드라이브 | 광학 디스크 드라이브                                                | RW 전용 블루레이 디스크/DVD RW/CD RW 드라이브(수퍼 오디오 콤팩트 디스크는 사용 불가. CD는 읽고 쓸 수 있으나 음악재생 기능은 없어졌다.) | Blu-ray Disc드라이브                                                                        | - Wii U 용 12 cm 광 디스크 (25GB、최대22.5MB/s) - Wii 용 12 cm 광 디스크 (1층 4.7GB, 2층 8.51GB) |
|                      | BD                                                                  | 6배속(CAV) | 불명                                                                                        | - Wii U 용 12 cm 광 디스크 (25GB、최대22.5MB/s) - Wii 용 12 cm 광 디스크 (1층 4.7GB, 2층 8.51GB) |
| DVD                  | 8배속(위와 같음)                                                    | | 불명                                                                                        | - Wii U 용 12 cm 광 디스크 (25GB、최대22.5MB/s) - Wii 용 12 cm 광 디스크 (1층 4.7GB, 2층 8.51GB) |
| CD                   | 배속 불명                                                           | - | 불명                                                                                        |                                                                                                  |
| 입출력               | 입출력                                                              | - USB 3.0(대기 중에도 전기 공급) - AUX단자x1 (플레이스테이션 카메라용)                                                                 | - USB 3.0（3포트） - HDMI 1.4 (입력과 출력에 각각 1단자)                                    | - USB 2.0（전면과 후변에 2개씩）                                                                 |
| 데이터 통신          | 데이터 통신                                                         | - 이더넷 (10BASE-T/100BASE-TX/1000BASE-T) - 무선랜 (IEEE 802.11b/g/n) - 블루투스 2.1+EDR                                               | - 이더넷 - 무선LAN (IEEE 802.11n)                                                           | - 무선LAN (IEEE 802.11b/g/n) - Bluetooth 4.0                                                     |
| 출력단자             | 출력단자                                                            | - HDMI - S/PDIF(광 디지털) | - S/PDIF （컴포지트와 컴포넌트 영상 단자는 없음）                                           | - HDMI 1.4 - AV멀티                                                                              |
| 보조 기억 장치       | 보조 기억 장치                                                      | 하드 디스크 500GB (교환가능, 외장불가)                                                                                                 | 500GB 하드 디스크 드라이브 (교환불가, 외장가능)                                             | 8GB 플래시 메모리 (프레미엄 셋은 32GB)                                                           |
| 운영 체제            | 운영 체제                                                           | FreeBSD 베이스 | - Xbox OS - 커스텀 윈도우 커널 - 하이퍼바이저                                               | 불명                                                                                             |

## 주변기기

### DUALSHOCK 4
듀얼쇼크(DUALSHOCK) 4라고 불리는 컨트롤러로 터치패드의 채용을 필두로 듀얼쇼크 3와 비교해 다양하게 개선되었다.
SHARE/OPTION버튼
우선 본 기기의 특징인 SHARE 기능과 함께, SHARE 버튼이 새롭게 설치되었다. 이 버튼을 사용하면 즉석에서 게임 플레이 동영상이나 사진을 공유하는 것이 가능하다. 이것에 의해 기존에 분리되어 있었던 SELECT・START 버튼이 통일되어 OPTION 버튼이 되었다.
라이트바
컨트롤러 상단의「라이트바」라 불리는 발광 부분이 있는데 3색의 LED에 의한 다양한 색을 표현한다. 플레이어 캐릭터 등의 색에 맞추어 조작 캐릭터를 식별하기 쉽게 되었다. 머즐 플래시(Muzzle flash)나 체력을 표현하는 용도가 제안되고 있다. 이 라이트바는 플레이스테이션 무브와 같은 컨트롤러 위치식별과 같은 이용도 예정되어있다.
라이트바가 표시하는 플레이어 식별번호는 이하와 같다.
| 플레이어1 | 플레이어2 | 플레이어3 | 플레이어4 |
| --------- | --------- | --------- | --------- |
| 파랑      | 빨강      | 초록      | 핑크      |

PS4 본체가 스탠바이 상태에는 점멸하여 충전중이라고 알려준다.
터치패드
컨트롤러 중앙 앞부분에 새롭게 배치된 터치패드는 아이폰 같은 스마트폰이나 플레이스테이션 비타등에 사용되는 전기 용량식이며, 1920×900 점의 분해능을 가지며, 최대 2점까지의 멀티터치와 클릭 조작에 대응한다.
LR버튼
또한 컨트롤러 상단부에 배치된 L2/R2 버튼은 개발자의 의견을 채용해 보다 손가락에 착 달라붙도록 오목하며 트리거와 같은 형태가 되었다. L1/L2、R1/R2 버튼의 이름은 상하 거꾸로 각인되어 있어, 정면에서 패드를 움켜쥐고 버튼을 들여다보면 문자가 바로 보이도록 되어있다. 또한 이제까지는 숫자만 새겨져 있었으나 이번 컨트롤러는 L/R 표시도 새겨져 있다.
또한 L2/R2의 트리거 형태를 개선해, 컨트롤러를 바닥에 놓았을 때 바닥이 트리거를 누르기 어렵도록 하였다.
음성 입출력
음성의 입출력 기능이 추가되어 본체 중앙에 내장되어 있는 모노럴 스피커에서 음성 재생이 가능하게 되었으며, 헤드셋 단자도 탑재되어 여기에 이어폰이나 헤드셋(본 제품의 모든 모델에 동봉)을 장착해 음성 채팅 등을 즐길 수 있게 되었다. 헤드폰 단자 옆에는 확장 단자가 증설되어 있다.
기타
- 조작키가 개선되어 아날로그 스틱에 테두리를 추가해 손가락에 걸리기 쉽게 되었으며, 아날로그 스틱이 중앙 위치로 되돌아오는 정밀도도 향상. 또한 약간 높이가 낮아져 조작성의 개선을 꾀하였다.
- 식스액시스(SIXAXIS)에 이어서 3축 자이로・3축 가속도 센서가 탑재되었고, 그 정밀도가 듀얼쇼크 3(DUALSHOCK 3)나 PS Vita보다 향상되었다[40].
- 듀얼쇼크(DUALSHOCK)에 이어서 진동 기능도 가지고 있다. 이전까지의 모터의 ON/OFF 뿐만이 아니라 여러 단계의 레벨 설정도 가능해졌으며 이전보다 소음이 줄었다[40].
- SIXAXIS에서는 정면 버튼이나 십자키가 아날로그였기에 누르는 압력에 따라 다른 입력을 실행할 수 있었으나, 개발자가 PS3에서 이 기능을 이용하지 않았기에 이번 컨트롤러에서는 생략되어 디지털 버튼이 되었다.
- 충전은 이전까지대로 USB2.0 Micro-B 단자에 의해 이루어지며 본 제품 외에 범용 USB 충전기 등에 연결해 충전하는 것도 가능하다. PS3에서는 본체의 전원이 꺼진 동안에는 USB 단자를 이용한 충전도 끊어졌기에 충전하기 위해서 억지로 본체의 전원을 켜놓아야했으나, 본 제품에서는 전원이 끊겨도 계속해서 USB 단자를 충전할 수 있게 되어, 전원을 켜지 않고도 컨트롤러를 충전할 수 있게 되었다.
- 컨트롤러의 중량은 210g이다[38].

### PlayStation®Camera
PlayStation®Camera(예전의 PlayStation 4 Eye)라고 불리는 PS4 전용 카메라는 85°의 시야각을 가진 고감도 카메라를 2개 탑재하고 있어서 공간의 깊이를 정확하게 계산할 수 있게 되었다. 입체 촬영(스테레오그램, 눈의 초점을 의도적으로 전후로 어긋나게하여 맞추는 것으로, 입체적으로 보이는 이미지)을 가능하게해 플레이어의 전후를 포함한 위치관계를 인식하여 몸의 움직임을 인식할 수 있으며, 또한 플레이스테이션 무브(소니가 발매한 게임 컨트롤러로 모션센서를 탑재하고 있으며 playstation 3와 playstation 4에 사용된다.)의 위치를 보다 고도로 정확하게 인식할 수 있게 되었다. 그 외에 아이토이(소니가 발매한 PlayStation 2/PSX 용 웹 카메라 컨트롤러)와 같이 제스처 인식이나 플레이어의 얼굴 인식 등의 사용 방법도 거론되고 있으며, DUALSHOCK 4의 라이트바를 이용해 플레이어의 위치를 인식, 화면 중의 캐릭터가 플레이어의 방향을 향해 말을 거는 등의 이용법도 거론되고 있다.
또한 4채널 마이크어레이가 탑재되어, 입체적으로 음원의 위치를 계산할 수 있게 되었다.
해상도는 1280×800 px, 색 깊이 12bit로 60 fps의 촬영이가능하며, PlayStation 4 본체와 AUX 단자라는 전용 단자를 이용해 접속한다. 또한 해상도를 낮춰 프레임레이트를 최대 240Hz까지 올릴 수 있다.
3축 자이로・3축 가속도 센서를 내장해, 카메라 자신이 어떤 방향을 보고 있는지 판단하며, 이로 인해 게임 쪽에서 유저에게 카메라의 위치를 보다 좋은 위치로 변경해달라고 요구하는 것도 가능하다.

### 헤드셋
PS4 본체에 동봉되어있는 모노럴 해드셋을 사용해 온라인 게임에 친구들과 채팅을 즐기면서 내장 스피커에서 효과음을 즐기는 등의 보다 몰입감을 즐길 수 있게 되었다. 또한 손에 든 컨트롤러에서 게임 효과음이 나오게 하고, 같이 플레이하는 동료와의 대화는 헤드셋을 통하는 방법도 가능하다.

## 같이 보기
- 엑스박스 원
- Wii U
- 플레이스테이션 1
- 플레이스테이션 2
- 플레이스테이션 3
- 플레이스테이션 5
- 듀얼쇼크
- 듀얼쇼크 4

## 참고 문헌
발표시 프레스 릴리스
- “소니 컴퓨터 엔터테인먼트 「플레이스테이션 4」(PS4™) 발표～클라우드 기술을 활용한 PlayStation®Network와 더불어 고성능 시스템 아키텍처, 소셜과의 융합, 다양한 컨텐츠의 만남이 가져오는 풍부한 게임 체험～” (PDF). SCE. 2013년 2월 21일. 2013년 2월 21일에 원본 문서 (PDF)에서 보존된 문서. 2013년 5월 22일에 확인함.
- “「플레이스테이션 4」（PS4™）전용 무선 컨트롤러 (DUALSHOCK®4)과 카메라「PlayStation®4 Eye」발표 ～PS4™과의 연대로 새로운 게임 속 즐거움이 실현～” (PDF). SCE. 2013년 2월 21일. 2013년 3월 2일에 원본 문서 (PDF)에서 보존된 문서. 2013년 6월 11일에 확인함.
- “소니 컴퓨터 엔터테인먼트, 미국 뉴욕의 PlayStation Meeting 2013에서 차세대 컴퓨터 엔터테인먼트 시스템, 「플레이스테이션 ４」를 발표. 높은 처리능력, 소셜과의 융합, 컨텐츠로의 신속한 접속을 모두 겸비한 「플레이스테이션 ４」로 발매 예정인 개발 중인 매력적인 타이틀 중 일부를 소개” (PDF). SCE. 2013년 2월 21일. 2013년 3월 2일에 원본 문서 (PDF)에서 보존된 문서. 2013년 6월 11일에 확인함.

E3 2013 프레스 컨퍼런스에서 프레스 릴리스
- “「플레이스테이션 ４」 본체 디자인 발표, 희망소비자 가격 미국 기준 399 US 달러, 유럽 399 유로～2013년 연말 발매로 진검 승,、「플레이스테이션 ４」에서 가능한 소프트웨어 타이틀 라인업의 확충을 가속～” (PDF). SCE. 2013년 6월 11일. 2013년 6월 26일에 원본 문서 (PDF)에서 보존된 문서. 2013년 6월 11일에 확인함.
- “「플레이스테이션 4」(PS4TM)과 「플레이스테이션 네트워크」의 조합으로 실현되는 풍부한 유저 체험～PS4TM의 발매에 맞춰 「플레이스테이션 플러스」를 더욱 확충해 소셜과의 친화성을 높여 컨텐츠 배포 서비스도 제공～” (PDF). SCE. 2013년 6월 11일. 2013년 6월 11일에 원본 문서 (PDF)에서 보존된 문서. 2013년 6월 11일에 확인함.
- “소니 컴퓨터 엔터테인먼트 아메리카 E3에서 「플레이스테이션 4」(PS4TM) 본체 디자인 공개～ 다수의 플레이스테이션 플랫폼의 컨텐츠를 소개해 플랫폼의 보다 많은 보급과 확대를 추진～” (PDF). SCE. 2013년 6월 11일. 2013년 6월 26일에 원본 문서 (PDF)에서 보존된 문서. 2013년 6월 11일에 확인함.